# P-27
P-27 ist eine schweizerische Hip-Hop-Gruppe aus Basel.

## Werdegang
Sie veröffentlichte im Jahr 1991 zusammen mit Black Tiger den ersten schweizerdeutschen Rap-Titel Murder by Dialect auf der zweiten Fresh Stuff Compilation. Das erste Album Overdose Funk folgte noch im selben Jahr. Die Texte waren teilweise auf Englisch, teilweise auf Schweizerdeutsch. Ihr zweites Album Jetzt funkt's aa im Jahr 1994 bei EMI Records Switzerland veröffentlicht und wurde komplett mit Live-Funk-Band aufgenommen. Das Album war eher untypisch für schweizerdeutschen Rap und seiner Zeit voraus. P-27 veröffentlichten 1999 das dritte Album "Dr Einzig Waeg" bei Muve Recordings.
Nach einer Bandpause meldeten sich Skelt! und Tron im Jahr 2007 mit der EP Pumpin' Daze zurück, auf der sich neben fünf neuen Songs auch eine remasterte und editierte Version von Murder by Dialect befindet.

## Bandmitglieder
- Scen (nur auf dem ersten Album)
- Skelt! (immer mit Ausrufezeichen)
- Tron
- DJ Radikkal alias Vasi (auf den ersten beiden Alben)
- DJ Drozt (als DJ nur auf dem 3. Album, als Party DJ Partner von Tron seit 1992 in der Crew)

## Diskografie
- 1991: Overdose Funk
- 1994: Jetzt funkt's aa
- 1999: Dr einzig Wäg
- 2007: Pumpin' Daze (EP)
- 2009: Special